# Pavonia blanchetiana
Pavonia blanchetiana är en malvaväxtart som beskrevs av Friedrich Anton Wilhelm Miquel. Pavonia blanchetiana ingår i släktet påfågelsmalvor, och familjen malvaväxter. Inga underarter finns listade i Catalogue of Life.